# Polikarpov VIT-2
Polikarpov VIT-2 (Vozdušnyj Istrebiťeľ Tankov- Vzdušný stíhač tanků) byl dvoumotorový třímístný prototyp celokovového sovětského bitevního letounu se zatahovacím podvozkem, který měl sloužit za druhé světové války k ničení nepřátelských tanků. 

## Vznik a vývoj
Počátkem roku 1937 byl v OKB (Zkušební konstrukční kancelář) Polikarpova zkonstruován těžký stíhací letoun MPI-1 (Mnogomestnyj Pušečnyj Istrebitěl-Vícemístný kanónový stíhací stroj) poháněný dvěma motory Klimov M-103. 
Na základě rozhodnutí společné komise GUAP (Hlavní správa leteckého průmyslu) a NII VVS (Vědeckovýzkumný ústav VVS) bylo rozhodnuto přepracovat tento stroj na typ VIT-1, který poprvé vzlétl 31. října 1937. Jeho dalším vývojem vznikl typ VIT-2 s dvojicí kapalinou chlazených pohonných jednotek Klimov M-105 roztáčejících trojlisté kovové nastavitelné vrtule VIŠ-2e (později VIŠ-61). První zkušební let se uskutečnil 11. května 1938. Do roku 1939 stroj intenzivně testovali piloti Valerij Čkalov († 15. 12. 1938) a Kudrin. VIT-2 měl dobré letové charakteristiky a výkony. Doba zatáčky v horizontu 360° byla 24 s, byl schopen létat pouze s jedním pracujícím motorem a při bojové zatáčce nabíral výšku 650-800 m, což byl lepší parametr než u typů Polikarpov I-16 a Messerschmitt Bf-109B testovaných v NII VVS v roce 1938. Čkalov s tímto letounem na základě vlastní iniciativy prováděl bojové obraty i leteckou akrobacii a hodnotil stroj jako vhodný pro středně kvalifikovaného pilota.
Dne 28. března 1939 bylo rozhodnuto o zahájení sériové výroby v závodě č. 124 (později č. 22 v Moskvě), v červnu 1939 byl tento příkaz zrušen a Polikarpovovi bylo nařízeno přepracovat VIT-2 na SPB (Skorostnoj Pikirujuščij Bombardirovčik-Rychlý střemhlavý bombardér). Konstruktér byl nucen se podřídit, souběžně s tím však na základě SPB projektoval těžký stíhač MPI-3. Letoun byl podobný výchozímu VIT-2, technologie jeho stavby však byla jiná především v souvislosti s licenční stavbou amerického dopravního typu Douglas DC-3.

## Specifikace
Údaje dle

### Technické údaje
- Posádka: 3 (pilot, navigátor/bombometčík, radista/střelec)
- Délka: 12,25 m
- Rozpětí: 16,5 m
- Výška: 3,4 m
- Nosná plocha: 40,76 m²
- Hmotnost prázdného stroje: 4 032 kg
- Vzletová hmotnost: 6 302 kg
- Pohonná jednotka: 2 x dvanáctiválcový vidlicový motor Klimov M-105
- Výkon pohonné jednotky: 1 050 hp (780 kW)

### Výkony
- Max. rychlost na úrovni mořské hladiny: 486 km/hod
- Max. rychlost ve výšce 4500 m: 513 km/hod
- Výstup do 5000 m: 6,8 min.
- Maximální dostup: 8 200 m
- Dolet: 800 km (vypočítaný)
- Vzlet na dráze: 450 m (22 s)
- Dojezd po přistání: 400 m

### Výzbroj
- 2 × kanón ŠVAK ráže 20 mm v křídle
- 2 × pohyblivý kanón ŠVAK ráže 20 mm (1 v prosklené přídi, 1 v hřbetní otočné věži)
- 2 × kanón Š-37 ráže 37 mm v křídle
- 2 × kulomet ŠKAS ráže 7,62 mm pro obranu spodní polosféry
- 600–1 000 kg pum